# Lambs Grove
Lambs Grove  è una città degli Stati Uniti di 172 abitanti, situata nella contea di Jasper, in Iowa.

## Storia
La cittadina è stata fondata nel 1927 da E. C. e Jennie Oggda cui prende il nome. .